# São Paulo Indy 300
A São Paulo Indy 300 egy IndyCar Series verseny, amit a brazíliai São Paulo utcáin kialakított pályán rendeznek meg, először 2010-ben rendeztek futamot ezen a pályán.
2009. november 25-én jelentették be ezt a versenyt, amely az első futam Brazíliában a CART Rio 200-as futama óta, melyet az Jacarepaguá pályán rendeztek meg 2000-ben. A nagy távolság miatt a legtöbb csapatnak a verseny rendezői fizetik a brazíliai utat, ami egy hat számjegyű összeget tesz ki.
A pálya a Brazíliában elhelyezkedő São Paulo városának Santana kerületében található, itt született a legendás brazil versenyző, Ayrton Senna, valamint a brazíliai autóversenyzés úttörője, Chico Landi. A legtöbb pályával ellentétben a bokszutca és a célegyenes nem ugyanott van, a bokszutca a célegyenestől számított négyes kanyarnál található. Ez a pálya egyike annak a két IndyCar Series által használt pályának, ahol a bokszutca és a célegyenes két külön helyen található, a másik ilyen pálya a baltimore-i pálya, amely szintén utcai pálya.

## Versenyeredmények
| Szezon | Dátum       | Győztes versenyző | Karosszéria | Motor | Csapat      | Összefoglaló |
| ------ | ----------- | ----------------- | ----------- | ----- | ----------- | ------------ |
| 2010   | Március 14. | Will Power        | Dallara     | Honda | Team Penske | Összefoglaló |
| 2011   | Május 1.    | Will Power        | Dallara     | Honda | Team Penske | Összefoglaló |

## TV közvetítések
| Szezon | Dátum       | TV közvetítő (Amerikai) | Általános kommentátor(ok) | Szakértő kommentátor(ok)   | Box utcai riporter(ek) | Összefoglaló |
| ------ | ----------- | ----------------------- | ------------------------- | -------------------------- | ---------------------- | ------------ |
| 2010   | Március 14. | Versus                  | Bob Jenkins               | Jon Beekhuis & Robbie Buhl | Jack Arute             | Összefoglaló |

## Külső hivatkozások
- The official website of the São Paulo Indy 300 (portugálul)
- IndyCar.com race page